# Fred Frith Guitar Quartet
Fred Frith Guitar Quartet was een gitaarkwartet bestaande uit Fred Frith, René Lussier, Nick Didkovsky en Mark Stewart. De groep speelde hedendaagse klassieke muziek en experimentele muziek. Het kwartet werd in 1989 opgericht door Frith en toerde uitgebreid in Europa en Amerika. Het experimenteerde met gitaarmuziek, waarbij het zowel eigen composities als werk van anderen bracht.
Frith richtte de band op om zijn compositie voor vier gitaren 'The As Usual Dance Towards the Other Flight to What is Not' uit te voeren. Het oorspronkelijke kwartet, met Mark Howell, nam het in 1992 op: de opname verscheen op Friths album 'Quartets'. Nadat Howell door Stewart was vervangen, ging het viertal door het leven als Fred Frith Guitar Quartet. In 1996 kwam op Lussiers label Ambiences Magnétiques de eerste cd uit, 'Ayaya Moses'. Het tweede album 'Upbeat' bevatte live-materiaal opgenomen tijdens concerten in enkele Europese landen en verscheen op hetzelfde label in 1999.
Art Bears · Cosa Brava · Death Ambient · Fred Frith Guitar Quartet · French Frith Kaiser Thompson · Henry Cow · Keep the Dog · Maybe Monday